# مایسترو (شخصیت)
مایسترو به انگلیسی(Maestro) یک شخصیت خیالی  منتشر شده توسط مارول کامیکس وی در واقع نسخه پیر تر شخصیت بروس بنر یا هالک است. او به غیر از قدرت هالک هوش بنر را نیز داراست. او دارای زوایای بد خواهانه‌تر شخصیت هالک است. مایسترو به غیر از کمیک در بازی های ارکید هم حضور داشته است، مانند بازی مسابقات قهرمانی مارول .

## زندگی نامه ساختگی شخصیت
در این قسمت هالک تمام دوستانش را درجنگ‌های هسته‌ای از دست داده است. هالک در این زمان خود را مایسترو نامیده. در این زمان هالک فرمانروای جهان است. کسی حریف مایسترو نمی‌شد تا اینکه شورشیان هالک را از گذشته به آینده می‌آورند و هالک موفق به شکست دادن مایسترو می‌شود.